# Astragalus kirrindicus
Astragalus kirrindicus är en ärtväxtart som beskrevs av Pierre Edmond Boissier. Astragalus kirrindicus ingår i släktet vedlar, och familjen ärtväxter. Inga underarter finns listade i Catalogue of Life.